# Ooes
Елизавета Сергеевна Оспенникова (род. 9 августа 1998 года, Дзержинск, Россия), более известная как Ooes — российская певица, автор-исполнитель, музыкант.

## Биография
Оспенникова родилась в Дзержинске. В 14 лет она стала заниматься музыкой, играла на пианино и пела песни, которые сочиняла сама. По словам Оспенниковой, у неё было мало друзей, с которыми бы она могла обсуждать свои интересы, поэтому она писала песни о любви и своих чувствах. Оспенникова хотела поступить в консерваторию на актёра оперного театра в Нижнем Новгороде. Ей сказали попробовать поступить на следующий год, но по настоянию матери Оспенникова поступила на специальность продюсера ТВ и радиопрограмм. Для того, чтобы заработать на аренду квартиры и на еду, она начала петь в церковном хоре, но позже ушла оттуда, потому что ей там не нравилось.
В 2018 году Оспенникова выпустила свой дебютный[уточнить] альбом[какой?], но как говорит сама исполнительница, они переосмыслили своё творчество и отказалась от него.
17 июля 2020 года выпустила свой дебютный студийный альбом — «Мне не страшно», сама певица отметила, что этот альбом экспериментален и разнообразен в плане жанров. Позже вышел трек «Зима», который и принёс большую популярность исполнительнице, с треком она выступила на вечернем развлекательном шоу «Вечерний Ургант». В 2021 году попал на 20-е место самых прослушиваемых треков среди слушателей Spotify из России.
25 июня 2021 года выпустила свой второй альбом — «Мои (твои) тёмные желания». Альбом дебютировал на пятнадцатом месте в российском чарте Apple Music. Пластинка попала на 29-е место в списке «Топ-50 отечественных альбомов 2021» от The Flow и получил 4 звезды из 5 от Ксении Киселёвы из SRSLY, а Анна Османова из сайта Союз посоветовала обратить внимание на релиз.
27 мая 2022 года был выпущен трек «Fade».
16 июня 2023 года была выпущена песня «Гудки».
6 октября 2023 года совместно с исполнителем Øneheart был выпущен трек «forever».
15 марта 2024 года был выпущен сингл «Пепел».
9 августа был выпущен макси-сингл «Секрет», в который вошли 3 композиции: «убей меня», «алое небо» и «21».
30 августа 2024 состоялся выход сингла рэпера Oxxxymiron: «журавли». Ooes выступила в нём в качестве гостя, исполнив припев.

## Награды и номинации
| Год  | Церемония | Категория                       | Результат |
| ---- | --------- | ------------------------------- | --------- |
| 2024 | Forbes    | 30 до 30 (в категории «Музыка») | Номинация |

## Рейтинги
| Год  | Издание     | Рейтинг                                | Работа                      | Место |
| ---- | ----------- | -------------------------------------- | --------------------------- | ----- |
| 2021 | The Flow    | Топ-50 отечественных альбомов 2021     | «Мои (твои) тёмные желания» | 29    |
| 2021 | The Flow    | Топ-50 лучших песен 2021               | «Зима»                      | 15    |
| 2021 | Spotify     | Самые популярные Песни лета 2021       | «Зима»                      | 20    |
| 2022 | The Flow    | Топ-50 лучших песен 2022               | «Fade»                      | 41    |
| 2022 | Афиша.Daily | Лучшие песни первого полугодия 2022-го | «Fade»                      | 9     |

## Дискография

### Студийные альбомы
| Название                    | Подробности                                                                                    |
| --------------------------- | ---------------------------------------------------------------------------------------------- |
| «Мне не страшно»            | Релиз: 17 июля, 2020 год Формат: цифровая дистрибуция Лейбл: rabstvo                           |
| «Мои (твои) тёмные желания» | Релиз: 25 июня, 2021 год Формат: цифровая дистрибуция, CD-диск (лимит. издание) Лейбл: rabstvo |

### Мини-альбомы
| Название                       | При участии  | Подробности                                                         |
| ------------------------------ | ------------ | ------------------------------------------------------------------- |
| «La nostalgia lleva mi nombre» | Pantera Blue | Релиз: 23 мая, 2025 год Формат: цифровая дистрибуция Лейбл: rabstvo |

### Ремикс альбомы
| Название             | Подробности                                                              |
| -------------------- | ------------------------------------------------------------------------ |
| «Sped up collection» | Релиз: 29 сентября, 2023 год Формат: цифровая дистрибуция Лейбл: rabstvo |
| «Slowed collection»  | Релиз: 24 апреля, 2024 год Формат: цифровая дистрибуция Лейбл: rabstvo   |

### Синглы
| Год  | Название                           | Примечания                      |
| ---- | ---------------------------------- | ------------------------------- |
| 2020 | «Melancholia»                      | цифровой сингл, 2 октября 2020  |
| 2020 | «Зима»                             | цифровой сингл, 25 декабря 2020 |
| 2021 | «Сладкое сердце»                   | цифровой сингл, 5 марта 2021    |
| 2021 | «Ночь»                             | цифровой сингл, 23 апреля 2021  |
| 2021 | «Права»                            | цифровой сингл, 11 июня 2021    |
| 2021 | «Магия»                            | цифровой сингл, 3 декабря 2021  |
| 2022 | «Fade»                             | цифровой сингл, 27 мая 2022     |
| 2023 | «Гудки»                            | цифровой сингл, 16 июня 2023    |
| 2023 | «Forever» (совместно с Øneheart)   | цифровой сингл, 6 октября 2023  |
| 2024 | «Пепел» + Speed & Slowed Версия    | цифровой сингл, 15 марта 2024   |
| 2024 | «Секрет» (макси-сингл)             | цифровой сингл, 9 августа 2024  |
| 2024 | «Журавли» (совместно с Oxxxymiron) | цифровой сингл, 30 августа 2024 |

### Видеография
- 2022 — «Fade»